# Goichi Matsunaga
Goichi Matsunaga (japanisch 松永 伍一 Matsunaga Goichi; geboren 22. April 1930 im heutigen Ōki in der Präfektur Fukuoka; gestorben 3. März 2008) war ein japanischer Poet, Literaturkritiker und Schriftsteller.

## Leben und Wirken
Goichi Matsunaga wurde in seiner Heimat Lehrer an einer Mittelschule. 1950 schloss er sich der Künstlergruppe „Kyūshū bungaku“ (九州文学) an und begann sich für die Poesiebewegung auf dem Lande (農民詩運動, Nōmin shi-undō) zu interessieren.
1954 veröffentlichte Matsunaga seine erste Gedichtsammlung unter dem Titel „Ao tenjō“ (青天井) poetisch „Blaue Zimmerdecke“, gemeint ist der blaue Himmel. 1957 zog er nach Tokio um und begann mit dem Poeten Kio Kuroda (黒田 喜夫; 1926–1984) u. a. die Zeitschrift „Minzoku shijin“ (民族詩人) herauszugeben.
1970 erhielt er für die „Geschichte der Poesiebewegung auf dem Lande“ (日本農民詩史, Nihon nōmin-shi shi) den Sonderpreis des Mainichi-Kulturpreises, den „Mainichi shuppan bunka shō tokubetsu shō“ (毎日出版文化賞特別賞).
Andere Werke Matsunagas sind u. a. „Teihen no bigaku“ (底辺の美学) – etwa „Ästhetik der Unterseite“, „Dozoku no kōzu“ (土俗の構図) – etwa „Struktur des Volkes“ und „Nihon no komori uta“ (日本の子守唄) – „Die Wiegenlieder Japans“, für die er der beste Kenner im Lande war.